# Mont du Sabbat
Mont du Sabbat är ett berg i Antarktis. Det ligger i Östantarktis. Frankrike gör anspråk på området. Toppen på Mont du Sabbat är 17 meter över havet.
Terrängen runt Mont du Sabbat är kuperad åt sydost, men norrut är den platt. Havet är nära Mont du Sabbat åt nordväst. Trakten är obefolkad. Det finns inga samhällen i närheten.